# تسوتلینا نایدنووا
تسوتلینا نایدنووا (بلغاری: Цветелина Найденова؛ زادهٔ ۲۸ آوریل ۱۹۹۴) ژیمناست ریتمیک اهل بلغارستان است.